# 中島徳博
中島 徳博（なかじま のりひろ、1950年7月12日 - 2014年8月28日）は、日本の漫画家。鹿児島県鹿児島市出身。代表作に『アストロ球団』。

## 経歴
1950年、鹿児島県鹿児島市に生まれる。家が母子家庭で貧しかったために、小学生の時から新聞配達をして家計を支えており、中学生になると自らを高校生と偽って日雇いの肉体労働をしていた。
漫画専門誌「COM」に影響を受け、漫画を描き始める。鹿児島実業高校在学中の1967年に『ふりむけ青春に』（東京漫画出版社）で貸本漫画デビュー、卒業後は大阪で看板屋の仕事をするかたわら、日の丸文庫に原稿を持ち込むなどして漫画家を目指していた。1969年、「週刊少年ジャンプ」掲載の『悪友伝』で商業誌デビュー。編集者だった西村繁男が中島の才能を見抜き、自宅に出向きスカウトしたという。その後上京し、1972年より1976年まで「週刊少年ジャンプ」で連載した『アストロ球団』が大ヒットとなった。
『アストロ球団』の連載は過酷なスケジュールで行われたため、中島は嘔吐や蕁麻疹、円形脱毛症、ストレスが原因の手の腫れなどの様々な体調不良に悩まされた。締め切りまで原稿を仕上げる事ができず、印刷所の輪転機を止めてしまい、編集部で土下座し二度と締め切りを破らない事を誓う宣誓書に血判を押した事もあったという。
1977年に『朝太郎伝』（週刊少年ジャンプ）を連載。以降も「週刊少年ジャンプ」および「月刊少年ジャンプ」などで作品を発表していたが、過去の過労がたたり、1985年8月2日、滞在先の屋久島で脳内出血を起こし昏倒。命は取り留めるも、以降、漫画家として絶筆状態となる。息子の中島龍太郎によると、彼が物心ついたころには漫画家としての仕事はほとんどなく、一日中のんびりとテレビを見たり新聞を読んで過ごしていたとのこと。
2014年8月28日、大腸癌のため、横浜市旭区の病院で死去。享年64。

## 人物
- ジャンプの先輩漫画家、本宮ひろ志を敬愛しており「お兄ちゃん」と呼び慕っていた。
- 野球の経験がないまま編集部の指示で野球漫画である『アストロ球団』を連載した。そのことを不安に思っていた中島は『巨人の星』を執筆していた川崎のぼるに相談、川崎も野球の経験がないことを聞き、安心したという。
- 息子の中島龍太郎は金剛峯寺で僧侶をする傍らエッセイストとしても活動し、2014年の優駿エッセイ賞でグランプリを受賞している[4]。

## 主な作品

### 連載
- 悪たれ大将軍（月刊少年ジャンプ 1970年9月号 - 1971年2月号）
- 青春最前線（週刊少年ジャンプ 1971年37号 - 40号）
- アストロ球団（原作：遠崎史朗 週刊少年ジャンプ1972年39号 - 1976年26号）
- コンドルの翼（週刊少年ジャンプ 1976年31号 - 45号）
- スーパー戦国記（月刊少年ジャンプ 1976年）
- 朝太郎伝（週刊少年ジャンプ 1977年8号 - 1979年15号）
- バイオレンス特急（月刊少年ジャンプ 1977年 - 1979年）
- 猛者！鯉太郎（週刊プレイボーイ 1979年、短期集中連載）
- がくらん海峡（週刊プレイボーイ 1979年 - 1980年）
- さすらい騎士道（週刊少年ジャンプ 1979年20号 - 31号）
- 熱球水滸伝（週刊少年ジャンプ 1979年42号 - 52号）
- 黄金のバンタム（原作：高山芳紀、週刊少年ジャンプ1980年40号 - 1981年2・3号）
- よろしく春一番（週刊少年ジャンプ 1982年19号 - 30号）
- わんぱく松竹梅（月刊少年ジャンプ 1982年 - 1984年）
- ふらり極道（週刊ヤングジャンプ 1982年）
- 辛口ペパーミント（ビッグコミックスピリッツ 1983年）
- ばぶれもん（コミックバンバン 1984年）
- おまかせベアーズ（原作：川上健一、別冊アクション 1984年）
- 負債同盟マネーソルジャーズ(シナリオ協力：あべ善太、ビッグコミック増刊号 1984年 - 1985年？)
- イデア皇紀（COMICベッピン 1988年）
- 純情ストリート（特集漫画トピックス 1989年）
- がくらん貴族伝（漫画コング 1991年）

### 読切
- 悪友伝（週刊少年ジャンプ 1969年21号）
- ルーキー悪太郎（週刊少年ジャンプ 1974年16号）
- 悪たれ騎士道（週刊少年ジャンプ 1975年15号、単行本「霧の柩」収録時に「くたばれ甲子園」へ改題[5]）
- 球道武蔵（平松伸二との共著、月刊少年ジャンプ 1975年6月号）
- ゼロ戦岬（週刊少年ジャンプ 1976年16号）
- やさぐれ代紋（週刊プレイボーイ 1977年№5-№6）
- 霧の柩（週刊少年ジャンプ 1978年18号）
- アポロの戦士（少年ジャンプ増刊 恐竜・SF大特集 1978年8月20日増刊号）
- 紅紫炎・ダンディ（週刊少年ジャンプ 1979年18号）
- マウンドの反逆児（月刊少年ジャンプ新年増刊 ガッツ野球漫画増刊号 1978年）
- そして大地（週刊少年ジャンプ 1981年20号）
- ダンシングポリス（月刊少年ジャンプ 1982年8月夏休み増刊号）
- 湘南スクランブル（HOBBY's JUMP 1983年）
- the BIG TEXAN（原作：雁屋哲、ビッグコミックスピリッツ増刊号 1983年8月20日号）
- 聖（セイント）!?　どあほう（マガジンスペシャル 1983№6 1984年2月4日刊）
- 勇気がいっぱい（月刊少年ジャンプ 1984年12月号）
- ハードラック（近代麻雀　1998年1月号）

### 単行本描き下ろし
- 空海（原作：早坂暁、1984年）

## 関連人物

### 担当編集者
- 後藤広喜

### アシスタント
- 平松伸二
- さとう輝
- 黒咲一人
- 那須輝一郎
- 村上もとか